# Lógica imperativa
La lógica imperativa es el campo de la lógica que se ocupa de los imperativos. A diferencia de los declarativos, no está claro si los imperativos denotan proposiciones o, más en general, qué papel desempeñan la verdad y la falsedad en su semántica. Así pues, casi no hay consenso sobre ningún aspecto de la lógica imperativa.

## El dilema de Jørgensen
Una de las principales preocupaciones de los lógicos es la validez lógica. Parece que los argumentos con imperativos pueden ser válidos. Consideremos:
P1. ¡Quita todos los libros de la mesa!
P2. Fundamentos de la aritmética está sobre la mesa.
C1. Por lo tanto, ¡quita de la mesa Fundamentos de la aritmética!
Sin embargo, un argumento es válido si la conclusión se deduce de las premisas. Esto significa que las premisas nos dan razones para creer en la conclusión o, alternativamente, que la verdad de las premisas determina la verdad de la conclusión. Puesto que los imperativos no son ni verdaderos ni falsos y no son objetos propios de la creencia, ninguna de las explicaciones estándar de la validez lógica se aplica a los argumentos que contienen imperativos.
He aquí el dilema. Los argumentos que contienen imperativos pueden ser válidos o no. Por un lado, si tales argumentos pueden ser válidos, necesitamos una explicación nueva o ampliada de la validez lógica y los detalles concomitantes. Proporcionar tal explicación ha resultado ser todo un reto.[cita requerida] Por otro lado, si tales argumentos no pueden ser válidos (ya sea porque todos esos argumentos son inválidos o porque la validez no es una noción que se aplique a los imperativos), entonces nuestras intuiciones lógicas sobre el argumento anterior (y otros similares) son erróneas. Dado que cualquiera de las dos respuestas parece problemática, esto se conoce como el dilema de Jørgensen, en honor a Jørgen Jørgensen.
Si bien este problema fue señalado por primera vez en una nota a pie de página por Frege, recibió una formulación más desarrollada por Jørgensen.
La lógica deóntica adopta el enfoque de añadir un operador modal {\displaystyle O} a un argumento con imperativos de manera que se pueda asignar un valor de verdad a la proposición. Por ejemplo, puede ser difícil asignar un valor de verdad al argumento «¡quita todos los libros de la mesa!», pero {\displaystyle O} («quita todos los libros de la mesa»), que significa «es obligatorio quitar todos los libros de la mesa», se le puede asignar un valor de verdad, porque está en modo indicativo.

## Paradoja de Ross
Alf Ross observó que la aplicación de la regla clásica de introducción de disyunciones bajo el ámbito de un operador imperativo conduce a resultados poco intuitivos (o aparentemente absurdos). Cuando se aplica a declaraciones simples, el resultado parece ser una deducción válida.
P1. La habitación está limpia.
C1. Por lo tanto, la habitación está limpia o la hierba es verde.
Sin embargo, una inferencia similar no parece válida para los imperativos. Consideremos:
P1. ¡Limpia tu habitación!
C1. Por lo tanto, ¡limpia tu habitación o quema la casa!
La paradoja de Ross pone de relieve el reto al que se enfrenta cualquiera que quiera modificar o añadir algo a la explicación estándar de la validez. El reto es qué entendemos por inferencia imperativa válida. En una inferencia declarativa válida, las premisas dan una razón para creer en la conclusión. Se podría pensar que, en el caso de la inferencia imperativa, las premisas dan una razón para hacer lo que dice la conclusión; aunque la paradoja de Ross parece sugerir lo contrario, su gravedad ha sido objeto de mucho debate.
La semántica de la lógica deóntica exige que todas las obligaciones en el dominio del discurso se cumplan en un mundo posible aceptable; la conclusión «es obligatorio limpiar tu habitación o quemar la casa» no falsifica la premisa «es obligatorio limpiar tu habitación». Además, basándonos en el contexto, también puede ser cierto que «es obligatorio no quemar la casa», en cuyo caso cualquier mundo posible aceptable debe tener «tu habitación está limpia» y «la casa no se quema» para ser ambos ciertos.
Algunas corrientes de este debate lo relacionan con la paradoja de la libre elección de Hans Kamp, en la que la introducción de la disyunción conduce a conclusiones absurdas cuando se aplica en el ámbito de un modal de posibilidad.

## Inferencias mixtas
El siguiente es un ejemplo de inferencia imperativa pura:
P1. Haz ambas cosas: ¡lava los platos y limpia tu habitación!
C1. Por lo tanto, ¡limpia tu habitación!
En este caso, todas las oraciones que componen el argumento son imperativas. No todas las inferencias imperativas son de este tipo. Consideremos nuevamente:
P1. ¡Quita todos los libros de la mesa!
P2. Fundamentos de la aritmética está sobre la mesa.
C1. Por lo tanto, ¡quita de la mesa Fundamentos de la aritmética!
Observe que este argumento se compone tanto de imperativos como de declarativos y tiene una conclusión imperativa.
Las inferencias mixtas son de especial interés para los lógicos. Por ejemplo, Henri Poincaré sostenía que ninguna conclusión imperativa puede extraerse válidamente de un conjunto de premisas que no contenga al menos un imperativo. Por su parte, R.M. Hare sostenía que ninguna conclusión declarativa puede extraerse válidamente de un conjunto de premisas que no pueda extraerse válidamente solo de las declarativas entre ellas. No hay consenso entre los lógicos sobre la verdad o falsedad de estas afirmaciones (o similares) y la inferencia mixta imperativa y declarativa sigue siendo controvertida.

## Aplicaciones
Aparte de su interés intrínseco, la lógica imperativa tiene otras aplicaciones. El uso de imperativos en la teoría moral debería hacer de la inferencia imperativa un tema importante para la ética y la metaética.

## Otras lecturas
- Charles Leonard Hamblin (1987). Imperatives. Basil Blackwell. ISBN 978-0-631-15193-7.
- Peter B. M. Vranas (2010), Imperatives, Logic Of, entrada para la International Encyclopedia of Ethics
- Harry J. Gensler (2010). Introduction to Logic (segunda edición). Taylor & Francis. pp. Chapter 12: Deontic and Imperative Logic. ISBN 978-0-415-99650-1.